# Heinz Rühmann
Heinrich Wilhelm Rühmann (Essen, Imperio alemán, 7 de marzo de 1902-Aufkirchen, Berg, Alemania, 3 de octubre de 1994), conocido como Heinz Rühmann, fue un actor alemán que apareció en más de cien películas entre 1926 y 1993. Es uno de los actores alemanes más conocidos internacionalmente durante el siglo XX.

## Biografía

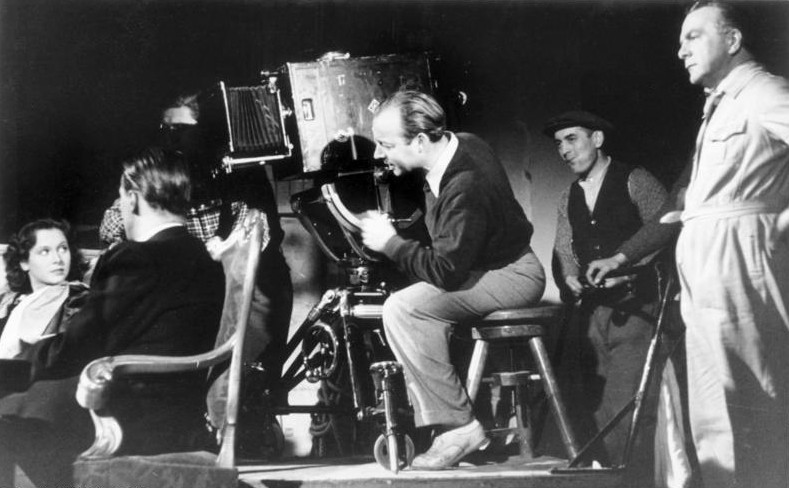
Heinz Rühmann como director (detrás del camarógrafo Jozsef Temesvari), 1942

Hijo de un restaurador, comenzó su carrera como actor durante la década de 1920 y apareció en numerosos teatros en Alemania durante los años siguientes. Su papel en la película Die Drei von der Tankstelle (1930,  Los tres de la estación de llenado) lo llevó al estrellato. Continuó siendo muy popular como actor de comedia (y en algún momento cantante) a lo largo de la década de 1930 y principios de la de 1940. Permaneció en Alemania y continuó trabajando durante el período nazi, al igual que su amigo y colega, Hans Albers.
Durante la era nazi, actuó en 37 películas y dirigió cuatro. Después de que los nazis tomaran el poder en 1933, no habló abiertamente sobre la política alemana, sino que se mantuvo lo más neutral posible. Nunca dijo una palabra en contra de los nazis en la prensa, aunque había sido un partidario de la democracia.
En 1938 se divorció de su esposa judía, Maria Bernheim, que se casó con un actor sueco, y antes de que estallara la Segunda Guerra Mundial, viajó a Estocolmo y, como resultado, sobrevivió al Holocausto. El divorcio provocó que Rühmann fuera acusado de querer asegurar su carrera; sin embargo, el matrimonio probablemente ya se había desmoronado, y algunas fuentes dicen que quería proteger a su esposa con el divorcio. Después de 1945, Bernheim defendió a su exmarido contra las acusaciones de oportunismo. Su segunda esposa, Hertha Feiler, con quien se casó poco después, tenía un abuelo judío, un hecho que causó problemas a Rühmann con las autoridades culturales nazis. Rühmann conservó su reputación como estrella apolítica durante toda la era nazi.

## Filmografía como actor
- 1926 - Das deutsche Mutterherz (Dirección: Géza von Bolváry, con Margarete Kupfer)
- 1927 - Das Mädchen mit den fünf Nullen (Dirección: Kurt Bernhardt, con Adele Sandrock, Paul Bildt, Veit Harlan)
- 1930 - Einbrecher (Dirección: Hanns Schwarz, con Ralph Arthur Roberts, Lilian Harvey, Willy Fritsch, Oskar Sima)
- 1930 - Die Drei von der Tankstelle (Dirección: Wilhelm Thiele, con Lilian Harvey, Willy Fritsch, Oscar Karlweis y el Comedian Harmonists)
- 1931 - Bomben auf Monte Carlo (Dirección: Hanns Schwarz, con Hans Albers, Ida Wüst, Peter Lorre)
- 1931 - Der Mann, der seinen Mörder sucht (Dirección: Robert Siodmak, con Lien Deyers, Hans Leibelt)
- 1931 - Meine Frau, die Hochstaplerin (Dirección: Kurt Gerron, con Käthe von Nagy, Fritz Grünbaum, Theo Lingen, Fritz Alberti)
- 1931 - Man braucht kein Geld (Dirección: Carl Boese, con Hans Moser, Ida Wüst, Hedy Lamarr)
- 1931 - Der brave Sünder (Dirección: Fritz Kortner, con Max Pallenberg, Dolly Haas, Josefine Dora)
- 1932 - Der Stolz der 3. Kompanie (Dirección: Fred Sauer, con Adolf Wohlbrück, Viktor de Kowa, Rudolf Platte)
- 1932 - Es wird schon wieder besser (Dirección: Kurt Gerron, con Fritz Grünbaum, Dolly Haas, Oskar Sima)
- 1933 - Lachende Erben (Dirección: Max Ophüls, con Lien Deyers, Ida Wüst, Max Adalbert)
- 1933 - Heimkehr ins Glück (Dirección: Carl Boese, con Paul Hörbiger, Luise Ullrich)
- 1933 - Ich und die Kaiserin (Dirección: Friedrich Hollaender, con Lilian Harvey, Conrad Veidt, Mady Christians, Hubert von Meyerinck)
- 1934 - Die Finanzen des Großherzogs (Dirección: Gustaf Gründgens, con Viktor de Kowa, Hilde Weissner, Fritz Alberti, Theo Lingen)
- 1934 - So ein Flegel (Dirección: Robert A. Stemmle, con Inge Konradi, Oskar Sima)
- 1934 - Frasquita (Dirección: Carl Lamac, con Hans Moser, Rudolf Carl, Charlott Daudert)
- 1934 - Ein Walzer für dich (Dirección: Georg Zoch, con Camilla Horn, Adele Sandrock, Theo Lingen)
- 1934 - Heinz im Mond (Dirección: Robert A. Stemmle, con Annemarie Sörensen, Rudolf Platte, Oskar Sima, Inge Conradi)
- 1935 - Der Himmel auf Erden (Dirección: E. W. Emo, con Adele Sandrock, Hermann Thimig, Hans Moser, Rudolf Carl, Theo Lingen, Lizzi Holzschuh)
- 1935 - Eva, 1935 (Dirección: Johannes Riemann, con Hans Moser, Adele Sandrock, Magda Schneider)
- 1936 - Allotria (Dirección: Willi Forst, con Renate Müller, Jenny Jugo, Adolf Wohlbrück)
- 1936 - Ungeküsst soll man nicht schlafen gehn (Dirección: E. W. Emo, con Liane Haid, Theo Lingen, Hans Moser)
- 1936 - Lumpacivagabundus (Dirección: Géza von Bolváry, con Hans Holt, Paul Hörbiger, Fritz Imhoff)
- 1936 - Wenn wir alle Engel wären (Dirección: Carl Froelich, con Leny Marenbach, Harald Paulsen, Will Dohm)
- 1937 - Der Mann, von dem man spricht (Dirección: E. W. Emo, con Hans Moser, Theo Lingen, Gusti Huber)
- 1937 - Der Mann, der Sherlock Holmes war (Dirección: Karl Hartl, con Hans Albers, Marieluise Claudius, Hansi Knoteck)
- 1937 - Der Mustergatte (Dirección: Wolfgang Liebeneiner, con Leny Marenbach, Heli Finkenzeller, Hans Söhnker)
- 1938 - Die Umwege des schönen Karl (Dirección: Carl Froelich, con Margarete Kupfer, Karin Hardt, Ernst Legal)
- 1938 - Fünf Millionen suchen einen Erben (Dirección: Carl Boese, con Leny Marenbach, Vera von Langen, Oskar Sima)
- 1938 - Nanu, Sie kennen Korff noch nicht? (Dirección: Fritz Holl, con Victor Janson, Franz Schafheitlin, Fritz Rasp)
- 1938 - 13 Stühle (Dirección: E. W. Emo, con Hans Moser, Annie Rosar, Inge List)
- 1939 - Der Florentiner Hut (Dirección: Wolfgang Liebeneiner, con Herti Kirchner, Paul Henckels, Christl Mardayn)
- 1939 - Paradies der Junggesellen (Dirección: Kurt Hoffmann, con Josef Sieber, Hans Brausewetter, Trude Marlen)
- 1939 - Hurra, ich bin Papa! (Dirección: Kurt Hoffmann, con Albert Florath, Carola Höhn, Ursula Grabley)
- 1940 - Kleider machen Leute (Dirección: Helmut Käutner, Guion: Helmut Käutner nach einer Novelle von Gottfried Keller, con Hertha Feiler, Erich Ponto, Hilde Sessak)
- 1940 - Wunschkonzert (Gesangsauftritt; Dirección: Eduard von Borsody, con Ilse Werner, Carl Raddatz, Joachim Brennecke)
- 1941 - Der Gasmann (Dirección: Carl Froelich, con Anny Ondra, Walter Steinbeck, Will Dohm)
- 1941 - Quax, der Bruchpilot (Dirección: Kurt Hoffmann, con Karin Himboldt, Lothar Firmans, Harry Liedtke)
- 1941 - Hauptsache glücklich! (Dirección: Theo Lingen, con Hertha Feiler, Ida Wüst, Hans Leibelt)
- 1943 - Ich vertraue Dir meine Frau an	(Dirección: Kurt Hoffmann, con Lil Adina, Else von Möllendorf, Paul Dahlke)
- 1944 - Die Feuerzangenbowle (Dirección: Helmut Weiss, con Karin Himboldt (Eva Knauer), Hilde Sessak (Marion), Erich Ponto (Professor Crey, "Schnauz"), Paul Henckels (Professor Bömmel), Hans Leibelt (Direktor Knauer, "Zeus"))
- 1946 - Sag' die Wahrheit (Dirección: Helmut Weiss, con Gustav Fröhlich, Georg Thomalla, Susanne von Almassy)
- 1947 - Quax in Afrika (Dirección: Helmut Weiss, Guion: Hermann Grote, con Hertha Feiler, Bruni Löbel, Beppo Brem)
- 1948 - Der Herr vom anderen Stern (Dirección: Heinz Hilpert, con Peter Pasetti, Hilde Hildebrand, Hans Cossy, Anneliese Römer)
- 1949 - Ich mach Dich glücklich (Dirección: Alexander von Slatinay, con Hertha Feiler, Karl Schönböck, Dorit Kreysler)
- 1949 - Das Geheimnis der roten Katze (Dirección: Helmut Weiss, con Gustav Knuth, Angelika Hauff, Trude Hesterberg)
- 1952 - Das kann jedem passieren (Dirección: Paul Verhoeven, con Gustav Knuth, Gisela Schmidting, Liesl Karlstadt)
- 1952 - Schäm' dich, Brigitte! (Dirección: Ulrich Erfurth, con Hans Moser, Margarete Slezak, Theo Lingen, Nadja Tiller, Hilde Berndt)
- 1953 - Keine Angst vor großen Tieren (Dirección: Kurt Hoffmann, con Ingeborg Körner, Gustav Knuth, Gisela Trowe)
- 1953 - Briefträger Müller (Dirección: John Reinhardt (ungenannt Heinz Rühmann), con Heli Finkenzeller, Wolfgang Condrus, Susanne von Almassy)
- 1954 - Auf der Reeperbahn nachts um halb eins (Dirección: Wolfgang Liebeneiner, con Hans Albers, Fita Benkhoff, Erwin Strahl)
- 1955 - Zwischenlandung in Paris ("Escale à Orly") (Dirección: Jean Dréville, con Dany Robin, Dieter Borsche, Claus Biederstaedt)
- 1955 - Wenn der Vater mit dem Sohne (Dirección: Hans Quest, 1955, con Oliver Grimm, Waltraut Haas, Robert Freytag)
- 1956 - Charleys Tante (Dirección: Hans Quest, con Hertha Feiler, Claus Biederstaedt, Walter Giller)
- 1956 - Das Sonntagskind (Dirección: Kurt Meisel, con Walter Giller, Werner Peters, Siegfried Lowitz (Kriminalinspektor))
- 1956 - El capitán de Köpenick (Dirección: Helmut Käutner, con Martin Held, Hannelore Schroth, Wolfgang Neuss Walter Giller)
- 1957 - Vater sein dagegen sehr (Dirección: Kurt Meisel, con Marianne Koch, Hans Leibelt, Paul Esser)
- 1958 - Der Mann, der nicht nein sagen konnte (Dirección: Kurt Früh, con Hannelore Schroth, Siegfried Lowitz, Renate Ewert)
- 1958 - El cebo (Dirección: Ladislao Vajda, con Sigfrit Steiner, Siegfried Lowitz (Inspektor Henzi), Gert Fröbe, Ewald Balser)
- 1958 - Der eiserne Gustav (Dirección: Georg Hurdalek, con Lucie Mannheim, Ernst Schröder, Karin Baal, Ingrid van Bergen)
- 1958 - Der Pauker (Dirección: Axel von Ambesser, con Wera Frydtberg, Bruni Löbel, Gert Fröbe, Klaus Löwitsch, Peter Kraus, Michael Verhoeven)
- 1959 - Menschen im Hotel (Dirección: Gottfried Reinhardt, con O. W. Fischer, Gert Fröbe, Sonja Ziemann)
- 1959 - Apenas un duende (Dirección: Ladislao Vajda, con Rudolf Vogel, Hubert von Meyerinck, Peter Vogel)
- 1960 - Mein Schulfreund (Dirección: Robert Siodmak, con Loni von Friedl, Ernst Schröder, Mario Adorf
- 1960 - Der Jugendrichter (Dirección: Paul Verhoeven, con Karin Baal, Lola Müthel, Hans Nielsen)
- 1960 - Der brave Soldat Schwejk (Dirección: Axel von Ambesser, con Ernst Stankovski, Franz Muxeneder, Ursula von Borsody, Senta Berger, Jane Tilden, Fritz Eckhardt, Fritz Muliar)
- 1960 - Das schwarze Schaf (Dirección: Helmuth Ashley, con Lina Carstens, Karl Schönböck, Maria Sebaldt, Siegfried Lowitz (Pater-Brown-Film))
- 1961 - Der Lügner (Dirección: Ladislao Vajda, con Annemarie Düringer, Blandine Ebinger, Gustav Knuth)
- 1962 - Er kann's nicht lassen (Dirección: Axel von Ambesser, con Lina Carstens, Rudolf Forster, Grit Böttcher, Ruth Maria Kubitschek, Horst Tappert (Pater-Brown-Film))
- 1962 - Max, der Taschendieb (Dirección: Imo Moszkowicz, con Elfie Pertramer, Hans Clarin und Ruth Stephan)
- 1963 - Meine Tochter und ich (Dirección: Thomas Engel, con Gertraud Jesserer, Gustav Knuth, Agnes Windeck, Herta Staal)
- 1963 - Das Haus in Montevideo (Dirección: Helmut Käutner, Guion: Curt Goetz, con Ruth Leuwerik, Paul Dahlke, Hanne Wieder)
- 1964 - Vorsicht Mr. Dodd! (Dirección: Günter Gräwert, con Maria Sebaldt, Robert Graf, Anton Diffring)
- 1965 - Das Narrenschiff (El barco de los locos) (Dirección: Stanley Kramer, con Vivien Leigh, Simone Signoret, Oskar Werner, Lee Marvin)
- 1965 - Das Liebeskarussell (Dirección: Rolf Thiele, Alfred Weidenmann, Axel von Ambesser, con Curd Jürgens, Nadja Tiller, Ivan Desny, Gert Fröbe, Catherine Deneuve, Friedrich von Thun, Ingeborg Wall, Johanna von Koczian, Anita Ekberg, Peter Alexander, Axel von Ambesser)
- 1965 - Dr. med. Hiob Prätorius (Dirección: Kurt Hoffmann, Guion: Curt Goetz, con Liselotte Pulver, Fritz Tillmann, Fritz Rasp)
- 1966 - Hokuspokus oder: Wie lasse ich meinen Mann verschwinden...? (Dirección: Kurt Hoffmann, Guion: Curt Goetz, con Liselotte Pulver, Fritz Tillmann, Richard Münch)
- 1966 - Geld oder Leben ("La bourse et la vie") (Dirección: Jean-Pierre Mocky, con Fernandel, Jean Poiret, Marilu Tolo)
- 1966 - Maigret und sein größter Fall (Dirección: Alfred Weidenmann, con Günter Strack (Kommissar Delvigne), Eddi Arent, Günther Stoll)
- 1966 - Grieche sucht Griechin (Dirección: Rolf Thiele, con Hannes Messemer, Charles Régnier, Irina Demick)
- 1967 - Die Abenteuer des Kardinal Brown ("Operazione San Pietro") (Dirección: Lucio Fulci, con Edward G. Robinson, Wolfgang Kieling, Herbert Fux)
- 1968 - Tod eines Handlungsreisenden (TV) (Dirección: Gerhard Klingenberg, con Käthe Gold, Christoph Bantzer, Boy Gobert)
- 1968 - Die Ente klingelt um halb acht (Dirección: Rolf Thiele, con Hertha Feiler, Charles Régnier, Rudolf Schündler)
- 1970 - Mein Freund Harvey (TV) (Dirección: Kurt Wilhelm, con Susi Nicoletti, Charles Régnier, Barbara Schöne)
- 1971 - Der Kapitän, 1971 (Dirección: Kurt Hoffmann, con Johanna Matz, Horst Tappert, Ernst Stankovski, Horst Janson, Günter Pfitzmann; Musik: James Last)
- 1973 - Oh Jonathan, oh Jonathan! (Dirección: Franz Peter Wirth, con Peter Fricke, Franziska Oehme, Paul Dahlke)
- 1975 -Alte und neue geschichten nitch nur für Kinder
- 1977 - Gefundenes Fressen (Dirección: Michael Verhoeven, con Mario Adorf, Elisabeth Volkmann, Joachim Fuchsberger)
- 1977 - Das chinesische Wunder (Dirección: Wolfgang Liebeneiner, con Senta Berger, Peter Pasetti, Harald Leipnitz)
- 1979 - Noch 'ne Oper (TV) (Dirección: Claus Peter Witt, Guion: Heinz Erhardt, con Grit Böttcher, Heinz Erhardt, Gert Fröbe, Rudolf Schock, Margit Schramm, Vicco von Bülow)
- 1979 - Balthasar im Stau (TV) (Dirección: Rudolf Jugert, con Cornelia Froboess, Louise Martini, Inge Wolffberg)
- 1981 - Ein Zug nach Manhattan (TV) (Dirección: Rolf von Sydow, con Ulrike Bliefert, Charles Brauer, Hans Hessling, Bruni Löbel)
- 1983 - Es gibt noch Haselnuß-Sträucher (TV) (Dirección: Vojtech Jasny, con Katharina Böhm, Marion Kracht, Luitgard Im, Anneliese Uhlig, Sigmar Solbach)
- 1993 - In weiter Ferne, so nah!, 1993, Dirección: Wim Wenders, con Otto Sander, Bruno Ganz, Nastassja Kinski, Martin Olbertz, Aline Krajewski, Peter Falk)

## Filmografía como director
- 1938 - Lauter Lügen (con Albert Matterstock, Hertha Feiler, Fita Benkhoff)
- 1940 - Lauter Liebe (con Hertha Feiler, Hans Leibelt, Helmut Weiss)
- 1943 - Sophienlund (con Hannelore Schroth, Hans Quest, Harry Liedtke)
- 1944 - Der Engel mit dem Saitenspiel (con Hertha Feiler, Hans Söhnker, Hans Nielsen)
- 1948 - Die kupferne Hochzeit (con Hertha Feiler, Peter Pasetti, Hans Nielsen)
- 1953 - Briefträger Müller

## Filmografía como Productor
- 1939 - Der Florentiner Hut
- 1939 - Paradies der Junggesellen
- 1940 - Kleider machen Leute
- 1941 - Quax, der Bruchpilot
- 1941 - Hauptsache glücklich!
- 1943 - Ich vertraue Dir meine Frau an
- 1944 - Die Feuerzangenbowle
- 1944 - Der Engel mit dem Saitenspiel
- 1947 - Quax in Afrika
- 1948 - Berliner Ballade (Dirección: Robert A. Stemmle, con Gert Fröbe, Tatjana Sais, O. E. Hasse)
- 1949 - Ich mach Dich glücklich
- 1949 - Das Geheimnis der roten Katze
- 1950 - Herrliche Zeiten (Dirección: Günter Neumann, Erik Ode)
- 1953 - Briefträger Müller

## Premios y distinciones
Festival Internacional de Cine de Venecia
| Año  | Categoría                       | Película               | Resultado |
| ---- | ------------------------------- | ---------------------- | --------- |
| 1938 | Recomendación especial          | Un marido modelo       | Ganador   |
| 1956 | Mención especial                | El capitán de Köpenick | Ganador   |
| 1956 | Premio New Cinema - Mejor actor | El capitán de Köpenick | Ganador   |

## Autobiografía
- Das war's. Erinnerungen. Ullstein, Berlín 1994, ISBN 3-548-20521-6

## Literatura
- Franz J. Görtz: Heinz Rühmann 1902 - 1994. Der Schauspieler und sein Jahrhundert. Beck, München 2001, ISBN 3-406-48163-9
- Torsten Körner: Ein guter Freund: Heinz Rühmann. Aufbau-Verlag, Berlín 2003, ISBN 3-7466-1925-4
- Hans-Ulrich Prost: Das war Heinz Rühmann. Bastei, Bergisch Gladbach 1994, ISBN 3-404-61329-5
- Fred Sellin: Ich brech die Herzen..., das Leben des Heinz Rühmann. Rowohlt, Reinbek 2001, ISBN 3-498-06349-9
- Gregor Ball, Eberhard Spiess, Joe Hembus (Hrsg.): Heinz Rühmann und seine Filme. Goldmann, München 1985, ISBN 3-442-10213-8
- Hans Hellmut Kirst, Mathias Forster, et al.: Das große Heinz Rühmann Buch. Naumann & Göbel / VEMAG, Köln o.J., ISBN 3-625-10529-2
- Michaela Krützen: "Gruppe 1: Positiv" Carl Zuckmayers Beurteilungen über Hans Albers und Heinz Rühmann. In: Carl Zuckmayer Jahrbuch/ hg. von Günther Nickel. Göttingen 2002, p. 179-227